# Paliómylos
Paliómylos (grec moderne : Παλαιόμυλος) est un village de Chypre situé dans le district de Limassol.